# کونو یوهی
کونو یوهی (به ژاپنی: 河野 洋平 Yōhei Kōno)؛ زادهٔ ۱۵ ژانویهٔ ۱۹۳۷) سیاست‌مدار اهل ژاپن است.
وی همچنین برندهٔ جوایزی همچون نشان دوستی شده‌است.